# Matteo Fabbro
Matteo Fabbro (* 10. dubna 1995) je italský profesionální silniční cyklista jezdící za UCI ProTeam Polti–Kometa.

## Hlavní výsledky
2012
9. místo Coppa Senio
2013
vítěz Giro della Vallata Feltrina
2. místo Giro delle Conche
2. místo Gran Premio San Michele
2. místo Gran Premio Medri Casalinghi
5. místo Trofeo Ottavio Bottecchia
Giro della Lunigiana
6. místo celkově
10. místo Tre Valli Varesine Juniors
2014
8. místo Notturna Cochi Boni
2015
4. místo Gran Premio Sportivi di Poggiana
9. místo Coppa Collecchio
10. místo Croatia–Slovenia
2016
vítěz Diexer Bergrennen
vítěz Coppa Guinigi
2. místo Bassano–Monte Grappa
Tour of Bihor
3. místo celkově
3. místo Coppa Cicogna
5. místo Coppa Fiera Mercalate
5. místo Trofeo Città di San Vendemiano
Tour of Malopolska
6. místo celkově
7. místo Giro del Belvedere
7. místo Piccolo Giro dell'Emilia
7. místo Coppa Città di San Daniele
9. místo GP Città di Bosco
2017
vítěz Coppa Città di San Daniele
vítěz Cronoscalata Bologna San Luca
Giro della Valle d'Aosta
vítěz prologu
2. místo Trofeo Ledo Tempestini
2. místo Gran Premio San Luigi–Sona
2. místo Trofeo Rigoberto Lamonica
3. místo Giro del Belvedere
3. místo GP Ezio del Rosso
4. místo Ruota d'Oro
5. místo Coppa Fiera Mercatale
5. místo Gran Premio Sportivi di Poggiana
6. místo GP Città di Pontedera
9. místo Coppa Collecchio
10. místo GP Judendorf
2018
Kolem Turecka
8. místo celkově
2019
5. místo Trofeo Matteotti
2021
Tirreno–Adriatico
5. místo celkově
2023
Tour de Hongrie
7. místo celkově

### Výsledky na Grand Tours
| Grand Tour      | 2019 | 2020 | 2021 | 2022 | 2023 | 2024 |
| --------------- | ---- | ---- | ---- | ---- | ---- | ---- |
| Giro d'Italia   | —    | 23   | 32   | —    |      | 94   |
| Tour de France  | —    | —    | —    | —    |      |      |
| Vuelta a España | 54   | —    | —    | 54   |      |      |

| —   | Nezúčastnil se |
| DNF | Nedokončil     |